# Ayumi Nakamura
Ayumi Nakamura (中村あゆみ, Nakamura Ayumi, née le 26 juin 1966 à Yao, dans la préfecture d'Osaka, au Japon) est une chanteuse de J-pop, remarquée pour sa voix éraillée, qui débute en 1984 à 18 ans. Elle sort une quinzaine d'albums jusqu'en 1998 où elle se retire provisoirement de la scène, faisant son retour en 2004. Elle est connue en occident pour sa chanson Kirai ni Narenai, premier générique de la série anime Magic Knight Rayearth 2 en 1995.
Sa chanson "Kaze ni Nare" est utilisée par le catcheur japonais Minoru Suzuki comme musique d'entrée. Ayumi l'a d'ailleurs chantée en live lors du show Wrestle Kingdom VII de la New Japan Pro Wrestling et Great Voyage in Osaka 2015 de la Pro-Wrestling NOAH.

## Discographie

### Autres albums
Mini-albums
Albums live
Albums de reprises

### Vidéos
- 1986 : The Wild Child Bound
- 1987 : Heart of Diamonds
- 1990 : It's All Right
- 2005 : ? (恐竜は生きていた?)
- 2006 : Live! Live! Live! Oh! Carnival
- 2009 : Voice Live

## Liens
- (ja) Site officiel
- (ja) Discographie officielle
- (ja) Blog officiel
- (ja) Site officiel sur Sony Music
- (ja) Page info sur Sony Music